# 比利亚尔塔
比利亚尔塔，是西班牙卡斯蒂利亚-拉曼恰昆卡省的一个市镇。总面积26平方公里，总人口793人（2001年），人口密度31人/平方公里。